# Пиден, Джек
Джон Пи́ден (англ. John Peden; 12 июля 1863 — 15 сентября 1944), также известный как Джек Пи́ден (англ. Jack Peden) — ирландский футболист, выступавший на позиции крайнего левого нападающего.

## Клубная карьера
Уроженец деревни Мейзтаун близ Лисберна, начал карьеру в местном клубе «Линфилд» в 1886 году. В феврале 1893 года перешёл в английский клуб «Ньютон Хит», выступавший в Первом дивизионе Футбольной лиги. Его дебют в составе «язычников» состоялся 2 сентября 1893 года в матче против «Бернли». Провёл в клубе всего один сезон, сыграв в 32 матчах и забив 8 мячей. После окончания сезона «Ньютон Хит» выбыл во Второй дивизион, а Пиден перешёл в «Шеффилд Юнайтед», выступавший в Первом дивизионе. В сезоне 1894/95 провёл за «клинков» только 8 (по другим данным, 9) матчей. В феврале 1895 года вернулся в Ирландию, став игроком клуба «Дистиллери». В 1898 году вернулся в «Линфилд».
В книге The Definitive Newton Heath F.C. отмечается, что Джек Пиден отличался «нестабильностью, но будучи в форме мог самостоятельно выигрывать матчи».

## Карьера в сборной
Провёл 24 матча и забил 7 голов за национальную сборную Ирландии.

## После завершения карьеры
После завершения карьеры игрока работал в тренерском штабе «Линфилда». Впоследствии он управлял кондитерским магазином.

## Память
В феврале 2014 года в Белфасте началась кампания по увековечиванию памяти Джека Пидена и восстановлению надгробия на его могиле.

## Достижения
Линфилд
- Чемпион Ирландской лиги (4): 1890/91, 1891/92, 1892/93, 1901/02
- Обладатель Ирландского кубка (3): 1890/91, 1892/93, 1901/02
- Обладатель Кубка графства Антрим: 1889/90
- Обладатель Городского кубка: 1900/01
- Обладатель Благотворительного кубка Белфаста (4): 1890/91, 1891/92, 1892/93, 1900/01

 Дистиллери
- Чемпион Ирландской лиги (2): 1895/96, 1898/99
- Обладатель Ирландского кубка: 1895/96
- Обладатель Кубка графства Антрим (2): 1895/96, 1896/97